# Djebilet Rosfa
Djebilet Rosfa è un comune dell'Algeria, situato nella provincia di Tiaret.